# Paul Wilhelmi (Maler)
Paul Wilhelmi (* 12. März 1858 in Düsseldorf; † 26. Mai 1943 in Detroit, Vereinigte Staaten) war ein deutsch-amerikanischer Panorama- und Porträtmaler sowie Illustrator der Düsseldorfer Schule.

## Leben
Wilhelmi wurde als Sohn des Genremalers Heinrich Wilhelmi und dessen Ehefrau Ersilia Ferrari in Düsseldorf geboren und besuchte dort von 1880 bis 1886 die Kunstakademie. 1886 wanderte er – angeworben von William Wehners National Panorama Association (auch American Panorama Company) – in die Vereinigten Staaten aus. Zunächst fasste er in Milwaukee (Wisconsin) Fuß und erlernte in einer Gruppe anderer Maler – unter anderem mit Gustav Wendling – die Herstellung von Panoramen. Im folgenden Jahr ging er nach Detroit, wo er für eine kurze Zeit für die Cykloramen-Firma von August Lohr und Friedrich Wilhelm Heine arbeitete und zusammen mit Wendling und Otto von Ernst die Kunstschule New Academy of Fine Arts betrieb. Von 1890 bis 1898 lebte er in Chicago. Unter anderem war er dort im Jahr 1893 für die World’s Columbian Exposition tätig. Im Auftrag von Reed & Gross malte er an dem Cyklorama Chicago Fire. 1899 ging er zurück nach Detroit. Dort entstand ein Porträt des Bildhauers Julius Theodor Melchers. Einige Zeit später fuhr er für zwei Jahre als Panoramamaler nach Australien, um für Reed & Gross Cykloramen für Melbourne, Sidney und Adelaide herzustellen. Dann kehrte er wieder in die Vereinigten Staaten zurück und eröffnete in New York City ein Porträtstudio. 1910 schuf er Buchillustrationen für David Skatts Fosters Flighty Arethusa. Um 1911 erledigte er in Annapolis (Maryland) den Auftrag, eine Reihe von Marineoffizieren zu malen. Die Porträts befinden sich in der Sammlung der United States Naval Academy. 1933 ging er mit Frau und Tochter erneut nach Detroit. Dort verbrachte er seinen Lebensabend. Wilhelmi hatte nur wenige Schüler, unter ihnen jedoch den später bekannten Architekten Albert Kahn.

## Werk (Auswahl)

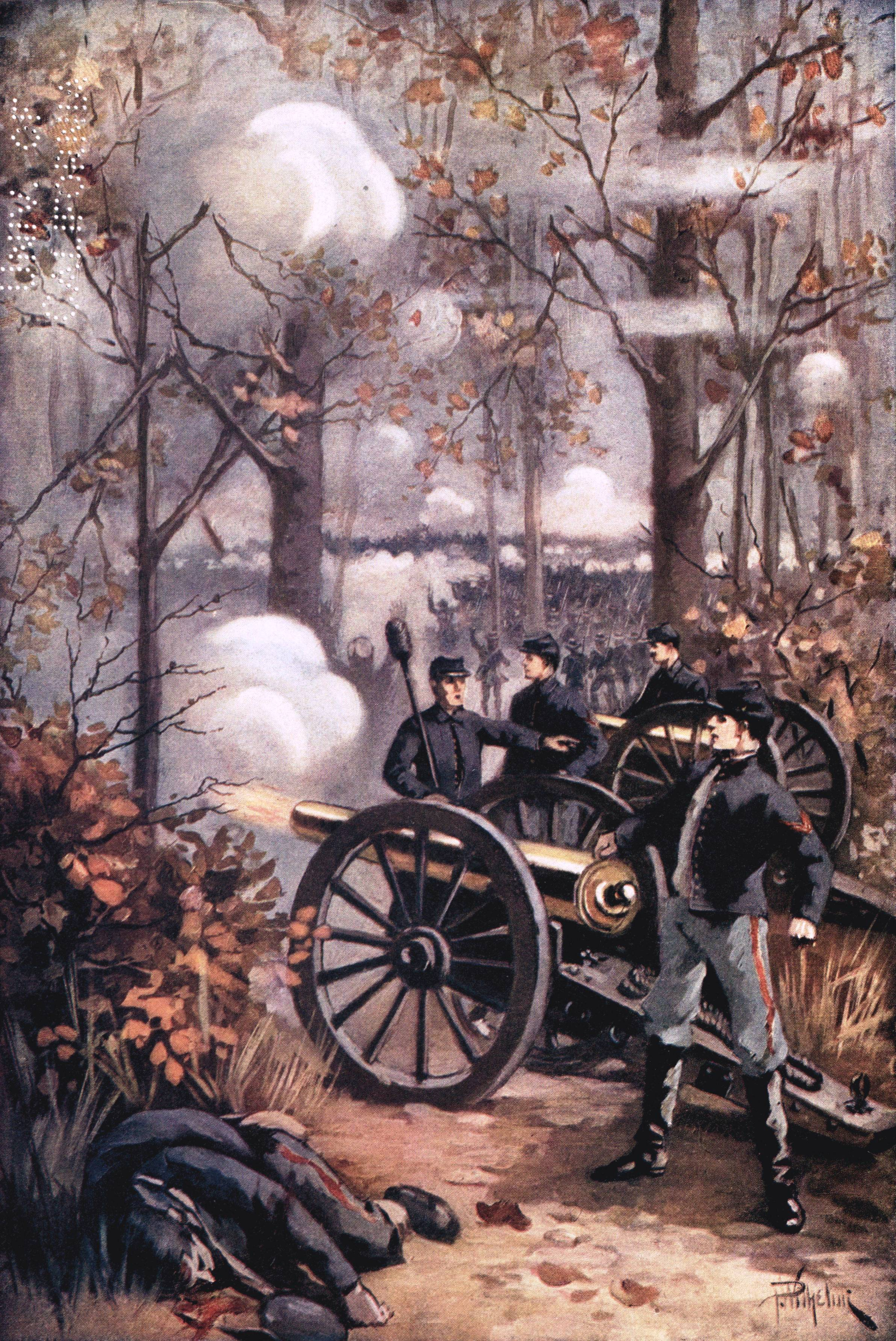
The Battle of Shiloh, Buch-Illustration, veröffentlicht 1901

- Mitwirkung an dem Cyclorama Jerusalem on the Day of the Crucifixion, 1887
- Porträt des Bildhauers Julius Theodor Melchers, Vater von Gari Melchers, um 1900
- Porträt von Marie Bangetor Melchers, Ehefrau von Julius Theodor Melchers (Portrait of a Woman with Shawl)[7]
- Porträts von Marineoffizieren, um 1911